# 黃金花
《黃金花》（英語：Tomorrow is another day）是2018年香港一部以自閉症為主題的電影，由陳大利自編自導，由毛舜筠、凌文龍、呂良偉、劉美君、冼色麗主演，是2017年香港亞洲電影節特別推介電影。電影在大埔廣福邨和宏福苑取景。

## 劇情
黃金花（毛舜筠 飾），公共屋邨主婦，街坊鄰居稱之為黃師奶，視家庭重於一切。與任教車師傅的丈夫（呂良偉 飾）同心協力照顧患有低功能自閉症（其伴隨中度智能障礙）的兒子（凌文龍 飾）20年，豈料丈夫和年輕的診所護士丹鳳眼（冼色麗 飾）產生婚外情。丈夫拋妻棄子，辛苦維繫的家庭瞬間變得支離破碎，不知所措的黃金花更因為而萌起殺死丹鳳眼的復仇計劃！一眾師奶們無意中揭破她的密謀，從慌張慢慢變成支持。正當黃金花逐步邁向目標之際，她赫然醒悟：成為真正不再失敗的女人，原來還有更好的出路......

## 演員
| 演員   | 角色           | 介紹                                   |
| 毛舜筠 | 黃金花         | 黃曉光母親、黃遠山妻子                 |
| 談善言 | 黃金花（青年） | 黃曉光母親、黃遠山妻子                 |
| 凌文龍 | 黃曉光（光仔） | 黃金花及黃遠山的兒子                   |
| 呂良偉 | 黃遠山         | 教車師傅，黃金花丈夫、黃曉光父親       |
| 冼色麗 | 丹鳳眼         | 第三者，正職為診所護士                 |
| 劉美君 | 陳太           | 賣魚，屋邨師奶，黃金花好友             |
| 余安安 | 強嫂           | 協助黃金花復仇，有一年幼唐氏綜合症兒子 |
| 江欣燕 | 李太           | 屋邨師奶，黃金花好友                   |
| 林建明 | 何太           | 屋邨師奶，黃金花好友                   |
| 林兆霞 | 張師奶         | 屋邨師奶，黃金花好友                   |
| 鄭欣宜 | 珍姐           | 舞蹈老師                               |

## 主題曲
《黃金花》
作曲、編曲、監製：戴偉，填詞：陳心遙
主唱：趙學而

## 奬項及提名
| 年度   | 颁奖典礼                     | 奖项       | 姓名   | 结果 |
| ------ | ---------------------------- | ---------- | ------ | ---- |
| 2018年 | 第58屆亞太影展               | 最佳男配角 | 呂良偉 | 提名 |
| 2018年 | 第58屆亞太影展               | 最佳女主角 | 毛舜筠 | 獲獎 |
| 2018年 | 第58屆亞太影展               | 最佳新人   | 凌文龍 | 提名 |
| 2018年 | 第58屆亞太影展               | 最佳男主角 | 凌文龍 | 提名 |
| 2018年 | 第十二屆亞洲電影大獎         | 最佳新演員 | 凌文龍 | 提名 |
| 2018年 | 第24屆香港電影評論學會大獎   | 最佳男演員 | 凌文龍 | 提名 |
| 2018年 | 第24屆香港電影評論學會大獎   | 最佳女演員 | 毛舜筠 | 提名 |
| 2018年 | 第12屆香港電影導演會年度大獎 | 最佳女主角 | 毛舜筠 | 獲獎 |
| 2018年 | 第一屆MOVIE6全民票選電影大獎 | 最佳女主角 | 毛舜筠 | 提名 |
| 2018年 | 第一屆MOVIE6全民票選電影大獎 | 最佳男主角 | 凌文龍 | 提名 |
| 2018年 | 第一屆MOVIE6全民票選電影大獎 | 最佳新演員 | 凌文龍 | 獲獎 |
| 2018年 | 第一屆MOVIE6全民票選電影大獎 | 新晉導演   | 陳大利 | 提名 |
| 2018年 | 第37屆香港電影金像獎         | 最佳女主角 | 毛舜筠 | 獲獎 |
| 2018年 | 第37屆香港電影金像獎         | 最佳男主角 | 凌文龍 | 提名 |
| 2018年 | 第37屆香港電影金像獎         | 最佳新演員 | 凌文龍 | 獲獎 |
| 2018年 | 第37屆香港電影金像獎         | 新晉導演   | 陳大利 | 提名 |
| 2019年 | 第2屆最港電影大獎            | 最港女演員 | 毛舜筠 | 提名 |

## 外部連結
- 香港影庫上《黃金花》的資料（繁體中文）
- 豆瓣电影上《黃金花》的資料 （简体中文）
- 时光网上《黃金花》的資料（简体中文）
- 互联网电影数据库（IMDb）上《黃金花》的资料（英文）